# Saurian (trò chơi điện tử)
Saurian là một trò chơi điện tử thế loại mô phỏng sinh tồn, phát triển và phân phối bởi hãng Urvogel Games, tập trung vào sự mô phỏng chính xác lại môi trường tự nhiên của Thành hệ Hell Creek hàng triệu năm trước đây, với người chơi trong vai những con khủng long tương tác với môi trường xung quanh chúng. Trò chơi sử dụng phần mềm Unity, và được phát hành bản Early Access vào 31, tháng 7, 2017. Trò chơi được lên kế hoạch phát hành trên các hệ điều hành Microsoft Windows và MacOS thông qua Steam, với phiên bản Linux sẽ được phát triển ngay sau khi hoàn thành.

## Cách chơi
Saurian là một trò chơi mô phỏng sinh tồn trong môi trường thế giới mở nơi người chơi điều khiển một trong sáu loài khủng long (Tyrannosaurus, Triceratops, Dakotaraptor, Pachycephalosaurus, Anzu và Ankylosaurus từ góc độ người chơi thứ ba.) và cố gắng để tồn tại trong một môi trường động thực vật chính xác dựa trên bằng chứng hóa thạch từ Thành hệ Hell Creek. Bắt đầu từ con non, người chơi phải tránh những kẻ săn mồi và quản lý cơn đói, khát và sức chịu đựng một cách khôn ngoan để lớn lên và sinh sản. Các loài vật khác trong trò chơi được kiểm soát bởi A.I, chúng cũng sẽ tương tác với môi trường xung quanh giống hệt như người chơi. Người chơi có thể tùy chỉnh đặc điểm vật lý và mô hình của khủng long, và sẽ có thể chọn skin dựa trên các biến thể di truyền, chẳng hạn như bạch tạng và melan. Những biến thể di truyền này sẽ có tác động đến lối chơi giống như sự tác động đến hành vi trong đời thực. Một chế độ Khán giả cũng được lên kế hoạch, cho phép người chơi khám phá thế giới mà không có những thách thức của chế độ mô phỏng sinh tồn của nó. Phiên bản thực tế ảo cũng đang được phát triển do chiến dịch tài trợ thành công đáng kể. Động thực vật của Saurian được phát triển với sự hướng dẫn của các chuyên gia về cổ sinh vật học, bao gồm Dr. Victoria Arbour, Robert DePalma, Dr. Denver Fowler, Dr. John R. Hutchinson, Dr. Ali Nabavizadeh Lưu trữ ngày 12 tháng 10 năm 2020 tại Wayback Machine, Dr. Matt Wedel Lưu trữ ngày 10 tháng 5 năm 2018 tại Wayback Machine và Dr. Gregory Wilson. Dakotaraptor sẽ là loài vật có thể chơi đầu tiên và có sẵn duy nhât khi trò chơi được phát hành lần đầu tiên trong Early Access trên Steam. Năm loài khủng long có thể chơi còn lại sẽ được thêm vào theo thứ tự như sau: Pachycephalosaurus, Triceratops và Tyrannosaurus trong Early Access, với Anzu và Ankylosaurus sau đó. Lưu ý rằng các mục tiêu kéo dài cho game sẽ không được thêm vào cho đến khi trò chơi cơ bản đã hoàn tất.

### Tyrannosaurus rex
Tyrannosaurus rex là loài ăn thịt hàng đầu của Hell Creek. Do cần nhiều thức ăn để sinh tồn, Tyrannosaurus phải có một lãnh thổ rộng, chúng sẽ rất hung tợn khi bảo vệ lãnh thổ này ngoại trừ vào mùa sinh sản. Trong mùa sinh sản, con cái và con đực sẽ tìm kiếm nhau bằng các tiếng hú tần sô thấp và phô trương đế giao phối với bạn tình. Con đực một mình sẽ bảo vệ tổ và chăm sóc con non. Khi con non lớn lên đủ, chúng sẽ tự mình kiếm ăn và rời bố mẹ, chúng có thể lập thành các đàn riêng lẻ khi gần tuổi trưởng thành. Con trưởng thành và chưa trưởng thành sẽ săn những con mồi khác nhau. Những con trưởng thành, với thân hình đồ sộ và chậm hơn, sẽ săn những con mồi to hơn và có áo giáp. Ngược lại, những con chưa trưởng thành nhanh nhẹn, sẽ săn những con mồi nhỏ, chưa có lớp bảo vệ.

### Triceratops prorsus
Triceratops prorsus hiện là loài ăn cỏ có thể chơi được lớn nhất được lên kế hoạch cho Saurian. Triceratops đực và cái sẽ có lối chơi riêng biệt và ngoại hình khác nhau. Triceratops đực là loài đơn độc và có tính lãnh thổ, và sẽ chỉ giao phối với con cái trong lãnh thổ của chúng. Ngược lại, Triceratops cái sẽ lập thành các bầy nhỏ lẻ và sẽ chăm sóc cho tổ và con non. Triceratops chưa trưởng thành sẽ cố gắng đứng sau những con trưởng thành tạo thành một vòng lá chắn. Con trưởng thành sẽ là con mồi nguy hiểm do bộ sừng tự vệ tự nhiên của chúng (loài thiên địch duy nhất của chúng là loài Tyrannosaurus rex), cả hai giới sẽ sử dụng bộ sừng để giải quyết các tranh chấp về thức ăn, lãnh thổ và các nhu cầu khác. Triceratops sẽ có nhiều tùy chọn trong lối chơi; Tuy nhiên, các khu rừng biên giới sẽ cung cấp cho chúng thức ăn tốt nhất.

### Pachycephalosaurus wyomingensis
Pachycephalosaurus wyomingensis hiện là loài ăn cỏ nhỏ nhất có thể chơi được trong Saurian. Do sự mảnh mai của nó so với các động vật ăn cỏ khác tại Hell Creek, người chơi chọn Pachycephalosaurus sẽ an toàn hơn bằng cách bám vào các khu vực có mật độ rừng cao hơn của bản đồ để tránh gặp Tyrannosaurus trưởng thành. Chúng có khả năng bảo vệ chính mình chống lại cả Dakotaraptor và Tyrannosaurus vị thành niên với cái đầu mái vòm và đuôi gai. Đầu mái vòm nổi tiếng của nó cũng đóng vai trò như một vũ khí trong các cuộc cạnh tranh cùng loài và làm mở đường khi chạy trong môi trường rừng. Con đực được phân biệt bởi có đầu sọ màu đỏ tươi, trong khi đó những con cái sẽ không có màu. Chúng sẽ hình thành các mối liên kết, một cặp đôi suốt đời và cung cấp một vài tháng chăm sóc cho con non của chúng. Đáng chú ý là can vật này sẽ phát triển thành, theo thứ tự, Dracorex, Stygimoloch, và cuối cùng là Pachycephalosaurus. Điều này là do hai danh pháp trước được chấp nhận, tương ứng, là các hình thái vị thành niên và cận trưởng thành của cùng một loài. Pachycephalosaurus ăn thực vật thấp.

### Dakotaraptor Steini
Dakotaraptor steini hiện là loài ăn thịt nhỏ nhất có thể chơi được trong Saurian. Mặc dù là loài đơn độc, Dakotaraptor sẽ hợp thành các "băng đản" có tổ chức để hạ gục con mồi lớn hơn. Tuy vậy, Dakotaraptor sẽ chủ yếu tập trung vào những con mồi nhỏ hơn. Thiếu sức bền, chúng phải dựa vào chiến thuật phục kích, cho phép chúng nhanh chóng bắt kịp và kiềm chế con mồi. Dakotaraptor sẽ sử dụng Raptor Prey Restraint (RPR) để kiềm chế con mồi, sử dụng bộ "móng vuốt chết người" và trọng lượng cơ thể của chúng để ghìm con mồi xuống trong khi rỉa thịt nạn nhân của chúng. Dakotaraptor là loài ăn thịt đồng loại, sự chăm sóc của bố mẹ rất hạn chế trong loài này. Các con vị thành niên trẻ tuổi sẽ có thể leo lên cây và lướt trên những tán cây để thoát khỏi những kẻ săn mồi, bao gồm cả Dakotaraptor trưởng thành. Hành vi của Dakotaraptor được lấy cảm hứng từ rồng Komodo (Varanus komodoensis) cũng như địa điểm hóa thạch của một đàn Deinonychus, một số mẫu vật ở đây được bảo tồn cùng với một loài Tenontosaurus. Mẫu hóa thạch gốc của Dakotaraptor được tìm thấy vào năm 2005, ở Bone Butte, Harding County, Nam Dakota, nơi mà bản đồ của Saurian được dựa trên.

### Anzu Wyliei
Anzu wyliei là loài khủng long đa năng trong hệ sinh thái Hell Creek. Là một động vật ăn tạp, Anzu có thể tận dụng lợi thế của thảm thực vật chất lượng cao và các con mồi nhỏ, đặc biệt là trứng và con nhỏ của các loài khủng long khác. Con đực lớn hơn và có màu sắc rực rỡ hơn nhiều so với con cái, khiến hai giới của loài này chiếm ưu thế ở hai hốc sinh thái hơi khác nhau. Mặc dù chúng không phải là loài khủng long nhanh nhất trong Hell Creek, sự lựa chọn đầu tiên của Anzu trong việc đối phó với các mối đe dọa vẫn là chạy trốn. Anzu có một kỹ năng độc đáo: khả năng bắt chước các tiếng gọi của những con khủng long khác trong hệ sinh thái, một công cụ hữu ích cho cả việc thu hút con mồi và đe dọa các mối họa tiềm năng.

### Ankylosaurus magniventris
Ankylosaurus magniventris là động vật ăn cỏ bọc giáp của Hell Creek, phần lớn sống một cuộc sống đơn độc. Ankylosaurus là một loài động vật rất lãnh thổ trong trò chơi, và chỉ chấp nhận các thành viên khác của loài trong mùa sinh sản. Ankylosaurus cũng có được ưu thế đáng kể từ việc ăn các loài thực vật cụ thể, và do đó chúng phải có phạm vi lãnh thổ rộng và bảo vệ các vùng thực vật, không chỉ từ những con khác cùng loài, mà còn từ các động vật ăn cỏ khác nữa. Trong khi con trưởng thành hiếm khi bị những kẻ săn mồi khác ngoài Tyrannosaurus làm phiền, các con non sẽ dễ bị tổn thương bởi nhiều kẻ săn mồi của Hell Creek do bộ giáp chưa hình thành của chúng, và phải trốn tránh kẻ thù hoặc tìm chỗ trú ẩn trong bầy đàn để tránh khỏi các kẻ săn mồi đáng sợ hơn.

### Danh sách các loài động vật Hell Creek không chơi được
Ngoài sáu loài khủng long có thể chơi được, còn có nhiều sinh vật không thể chơi khác có nguồn gốc từ Thành hệ Hell Creek, điều khiển hoàn toàn bởi A.I., có khả năng tương tác với môi trường của trò chơi và hành động của người chơi. Các sinh vật được chọn trong Saurian đều nằm ở vị trí tầng thứ ba bên trên của thành hệ Hell Creek, tại đỉnh của sự kiện tuyệt chủng K-Pg. Phần lớn loài là các loài chỉ có ở Nam Dakota, vì Saurian nằm ở Bone Butte, một địa điểm hóa thạch của Hell Creek ở Quận Harding, Nam Dakota.
- Acheroraptor temertyorum (ban đầu được lên kế hoạch để có thể chơi được)
- Alvarezsaurid
- Axestemys splendida
- Basilemys sinuosa
- Borealosuchus sternbergii
- Brachychampsa montana
- Brodavis baileyi
- Casterolimulus kletti
- Chamops segnis
- Champsosaurus sp.
- Denversaurus schlessmani (từng là ứng cử viên cho một trong hai loài có thể chơi được sau này)
- Didelphodon vorax[24]
- Edmontosaurus annectens (được nhắc tới với tên Anatosaurus trong trò chơi; từng là ứng cử viên cho một trong hai loài có thể chơi được sau này)
- Habrosaurus dilatus
- Lepisosteus sp.
- Lonchidion selachos[25]
- Meniscoessus robustus[cần dẫn nguồn]
- Mosasaurus hoffmanni
- Opisthotriton kayi
- Ornithomimus sedens (từng là ứng cử viên cho một trong hai loài có thể chơi được sau này)
- Ornithurine
- Palaeobatrachus occidentalis
- Palaeosaniwa canadensis
- Pectinodon bakkeri
- Quetzalcoatlus sp.
- Scapherpeton tectum
- Thescelosaurus neglectus
- Thoracosaurus neocesariensis
- Toxochelys sp.

### Danh sách các động vật bị loại bỏ
Trong quá trình phát triển của trò chơi, một vài động vật đã được lên kế hoạch xuất hiện trong trò chơi nhưng bị loại bỏ vì lý do kỹ thuật hoặc vấn đề về cổ sinh vật học.
- Obamadon gracilis
- Alamosaurus sanjuanensis [26][27]
- Leptoceratops gracilis [28][29][30]

### Danh sách thực vật
Cụm thực vật của Saurian trải qua một quá trình tái tạo tương tự như động vật; khoảng 20 loài thực vật được chọn đã được tái tạo từ các mẫu hóa thạch và mẫu vật từ các quần xã sinh vật tương tự ngày nay, có nguồn gốc từ Hell Creek 66 triệu năm trước, và phản ánh sự đa dạng của hốc sinh thái trong hệ sinh thái ven biển vào kì Maastrichtian muộn. Môi trường được chia làm sáu kiểu cơ bản: rừng sinh thái, rừng đầm lầy, rừng núi cao, rừng lá rộng, đồng cỏ dương xỉ và bãi biển.
- Bisonia niemi (thảo mộc)[11][31][34]
- Blechnum sp. (dương xỉ cứng)[35]
- Cannabaceae sp. (thảo mộc)[34][36]
- Dryophyllum subfalcatum (óc chó)[37][38]
- Erlingdorfia montana (tiêu huyền/sung dâu)[34][39]
- Equisetum sp. (đuôi ngựa)[40]
- "Ficus" planicostata (nguyệt quế)[31][40]
- Fokienopsis catenulata (cơ bản hạt trần)[38][39]
- Ginkgo adiantoides (ginkgo)[39][41]
- Gleicheniaceae sp. (dạng dương xỉ)[39][40]
- Humulus sp. (hốt bố)[34][35][36]
- Liriodendronites sp. (cơ bản cây tiêu huyền)[39]
- Marmarthia pearsonii (nguyệt quế)[37][38]
- Metasequoia occidentalis (cây gỗ đỏ ban mai)[42]
- Osmundaceae sp. (dương xỉ)[34]
- Palaeoaster inquirenda (cây anh túc)[35]
- Platanites marginata (Gỗ Sung Dâu)[31][34][39]
- Rosaceae sp. (thảo mộc)[42]
- Zingiberopsis sp. (thảo mộc)[11][34]
- "Ziziphus" fibrillosus (cây hắc mai)[31][34]

## Phát triển
Saurian bắt đầu từ một ý tưởng của Nick Turinetti trong thời gian anh là người điều hành cộng đồng và người đảm bảo chất lượng cho trò chơi Primal Carnage. Trong thời gian ở vị trí này, anh gặp một số thành viên tương lai của đội: Erin Summer, một lập trình viên; Tom Parker, người sẽ trở thành nhà thiết kế và là một trong những nhà nghiên cứu tiên phong cho Saurian; và Jake Baardse, nhà thiết kế mô hình tương lai của Saurian, đều có mặt trong cộng đồng Primal Carnage.[44][45][46][47] Họ khuyến khích đội ngũ phát triển của Primal Carnage cập nhật các mô hình khủng long của trò chơi bằng kiến thức khoa học hiện tại; tuy nhiên, ý tưởng của họ không được đón nhận nồng nhiệt. Điều này, kết hợp với thực tế rằng cấu trúc dựa trên deathmatch của Primal Carnage đã loại bỏ một số ý tưởng của riêng họ khỏi việc thực hiện, khiến họ bọ dự ná và phát triển trò chơi của riêng mình.[47] Ban đầu, nhóm phát triển Saurian đã làm việc trên một trò chơi có tên Project Crynosaurs, một trò chơi có bao gồm con người như nhân vật có thể chơi được.[48] Tuy nhiên, vào ngày 3 tháng 11 năm 2013, Saurian chính thức tách khỏi Project Crynosaurs và bắt đầu phát triển thành một thực thể riêng. Tại thời điểm này, nó cũng tách rời khỏi trò chơi Dinosaur Battlegrounds, mà trước đây đội này đã xem xét để hợp tác.[49]

### Phát triển trước chiến dịch tài trợ
Các thiết kế ban đầu cho cả Triceratops và Tyrannosaurus đã được tiết lộ một thời gian trước ngày 3 tháng 11 năm 2013. Vào ngày 3 tháng 11 năm 2013, các mô hình chi tiết ban đầu cho Tyrannosaurus rex và Triceratops prorsus đã được tiết lộ trong một bài đăng trên Facebook, cùng với mô hình ban đầu chưa có chi tiết của Ankylosaurus magniventris và tranh khái niệm về chi tiết của nó được vẽ bởi Alex Lewko.[50][51] Ngày hôm sau, vào ngày 4 tháng 11 năm 2013, các hình động WIP cho các mô hình của Tyrannosaurus và Triceratops được trình chiếu trên Youtube.[52] Vài ngày sau vào ngày 6 tháng 11 năm 2013, trong lễ kỷ niệm cho trang Facebook của Saurian đạt tới 200 lượt thích, mô hình ban đầu hoàn toàn có chi tiết của Ankylosaurus đã được tiết lộ.[53] Thescelosaurus là con vật tiếp theo được hé lộ, tạo dáng và kết xuất đồ họa như một mô hình hoàn chỉnh, vào ngày 19 tháng 12 năm 2013, cùng với các hoạt hình của con vật chạy nước rút.[54][55] Vào ngày 18 tháng 11 năm 2014, nhóm phát triển đã thông báo việc tuyển dụng RJ Palmer là họa sĩ khái niệm, và giới thiệu một số tác phẩm nghệ thuật mà anh đã tạo ra cho Saurian, bao gồm một số tranh khái niệm của mosasaur.[56][57] Phần lớn tranh khái niệm này sau đó bị loại bỏ và được làm lại bởi RJ Palmer, đáng chú ý nhất là tranh khái niệm của Tyrannosaurus rex, Denversaurus và Pachycephalosaurus.
Vào ngày 3 tháng 12 năm 2014, đoạn clip đầu tiên của Saurian được phát hành cho công chúng, giới thiệu Triceratops và Tyrannosaurus tại Hell Creek nơi đã được khôi phục một phần.[58][59] Ngày hôm sau, ngày 4 tháng 12 năm 2014, blog tin tức game Kotaku đã tung ra một bài viết ngắn về Saurian, trong đó kết hợp đoạn clip cho biết và đưa ra một mô tả rất cơ bản về lối chơi được lên kế hoạch.[60] Ngay sau đó, Brian Switek của Dinologue, một blog cổ sinh vật học, liên lạc với nhóm phát triển Saurian cho một cuộc phỏng vấn, được xuất bản vào ngày 12 tháng 12 năm 2014. Trong đó, nhóm nghiên cứu Saurian đặt ra tiền đề cơ bản với dự án của họ - đóng vai loài khủng long chính xác trong môi trường được tái thiết chính xác của Hell Creek, với cơ chế sống sót đi kèm. Cuộc phỏng vấn cũng thảo luận một số nghiên cứu mà nhóm nghiên cứu đã đưa vào trong Saurian. Điều này bao gồm hợp tác với các nhà cổ sinh vật học như Denver Fowler, Matt Wedel và Gregory Wilson, cũng như nhiều phiên bản của hệ thực vật của trò chơi do thông tin mới dựa trên nghiên cứu hiện tại của Hell Creek. Cuộc phỏng vấn này cũng tiết lộ Tyrannosaurus và Triceratops là các con vật điều khiển được trong Saurian. [47]